# Sittelle du Victoria
Vous lisez un « bon article » labellisé en 2014.
Sitta victoriae
Espèce
Synonymes
- Sitta himalayensis victoriae (Rippon, 1904)

Statut de conservation UICN

 EN B1ab(i,ii,iii,v) : En danger
La Sittelle du Victoria (Sitta victoriae), également appelée sittelle à sourcils blancs, est une espèce d'oiseaux de la famille des Sittidae. C'est une petite sittelle, mesurant 11,5 cm de longueur, et sans dimorphisme sexuel. Comme de nombreuses autres sittelles, les parties supérieures sont gris-bleu, contrastant avec les parties inférieures blanches sur la gorge, les joues et la poitrine et orangées sur les flancs, le ventre et le bas-ventre. Son sourcil blanc permet, entre autres critères, de la distinguer aisément de la Sittelle de l'Himalaya (S. himalayensis) qui est une espèce proche au sens systématique comme géographique. Son écologie est très mal connue, mais elle se nourrit de petits insectes trouvés parmi les écorces et les lichens et la reproduction a lieu vers le mois d'avril.
La Sittelle du Victoria est endémique du Nat Ma Taung, également appelé mont Victoria et se trouvant dans le sud des Chin Hills, en Birmanie. Elle y peuple les vieilles chênaies d'altitude (généralement au-dessus de 2 600 m). Les effectifs de l'espèce sont mal connus mais estimés à quelques milliers d'individus, menacés par la destruction de l'habitat par le feu et la pression anthropique. Pour ces raisons, l'Union internationale pour la conservation de la nature considère l'oiseau comme « espèce en danger ».

## Description
Les parties supérieures de la Sittelle du Victoria sont gris bleuté, ternes. Les parties inférieures sont blanches depuis la gorge et jusqu'en bas de la poitrine, mais le ventre est orangé, avec le bas-ventre et les sous-caudales roux clair et les flancs plus foncés. La Sittelle du Victoria a le front, le sourcil et le lore blancs, ainsi qu'un trait noir à l'arrière de l'œil, s'épaississant vers l'arrière, sur la nuque. Les joues sont aussi blanches que la gorge mais l'arrière de la joue est orangé, avec une tache blanche sur les couvertures parotiques. Aucun dimorphisme sexuel n'a été relevé, mais les juvéniles pourraient se distinguer par l'orange-roux des flancs plus clair. L'iris est brun-rouge ou brun foncé ; le bec est noir en son bout, et gris ardoise par ailleurs, le culmen et la mandibule inférieure étant plus clairs. Les cuisses sont grises et les pattes ternes, brun-jaunâtre ou brun-olive.
La Sittelle du Victoria est une petite sittelle, mesurant 11,5 cm de longueur. L'aile pliée mesure 68-73 mm pour le mâle, 67-69 mm pour la femelle. La queue mesure 36-37,5 mm, le bec 15-16,1 mm et le tarse 14,5-16,5 mm. Le poids n'est pas connu, mais la Sittelle de Chine et la Sittelle à poitrine rousse, qui mesurent également 11,5 cm de longueur, pèsent respectivement 11,3 g en moyenne et 8-12,7 g,.
La Sittelle du Victoria peut être confondue avec la Sittelle de l'Himalaya (Sitta himalayensis), qui peut habiter les mêmes zones mais qui est rare là où S. victoriae vit. Les plumes centrales de la queue de S. victoriae sont gris clair en leur bout et ont du blanc sur la majeure partie de leur base, ce qui offre un caractère distinctif avec la Sittelle de l'Himalaya chez qui le blanc est relativement restreint. La Sittelle du Victoria se reconnait également à son sourcil et son front blancs, et le fort contraste entre le blanc de la poitrine et les flancs roux foncé. Enfin, le bec est plus court et plus fin.

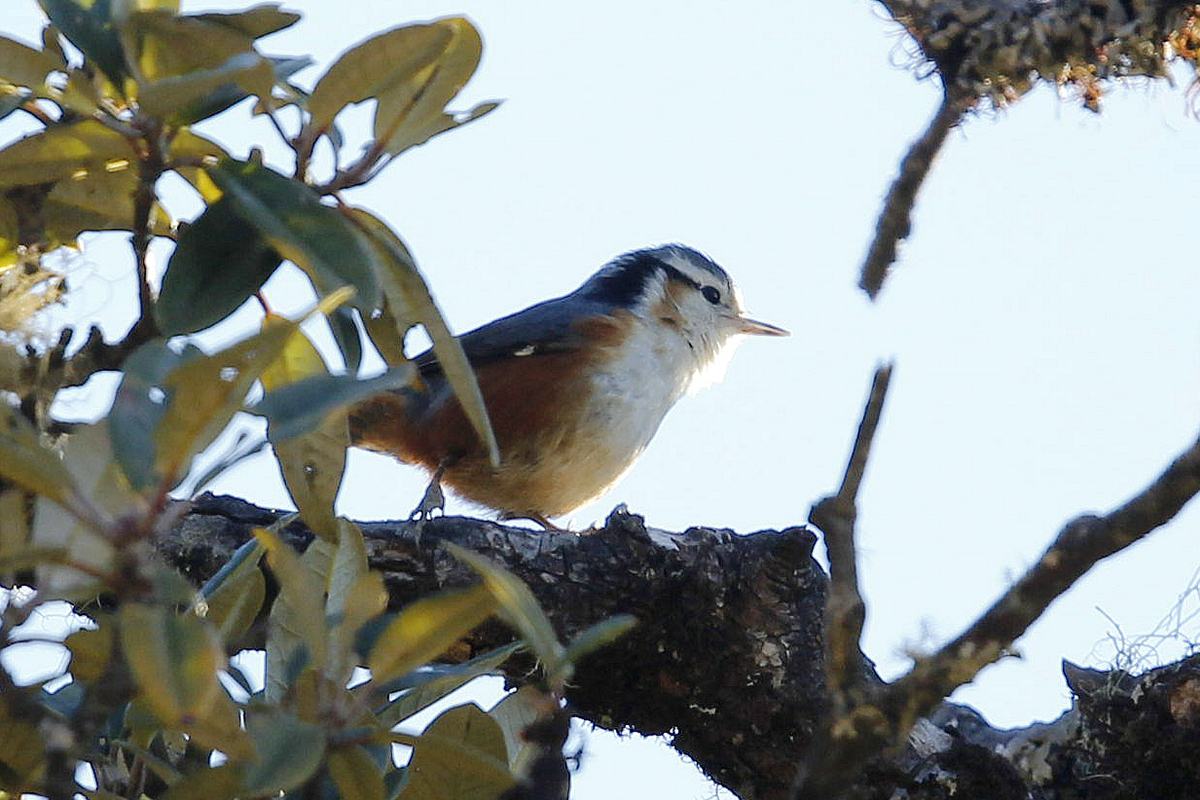
Sittelle du Victoria
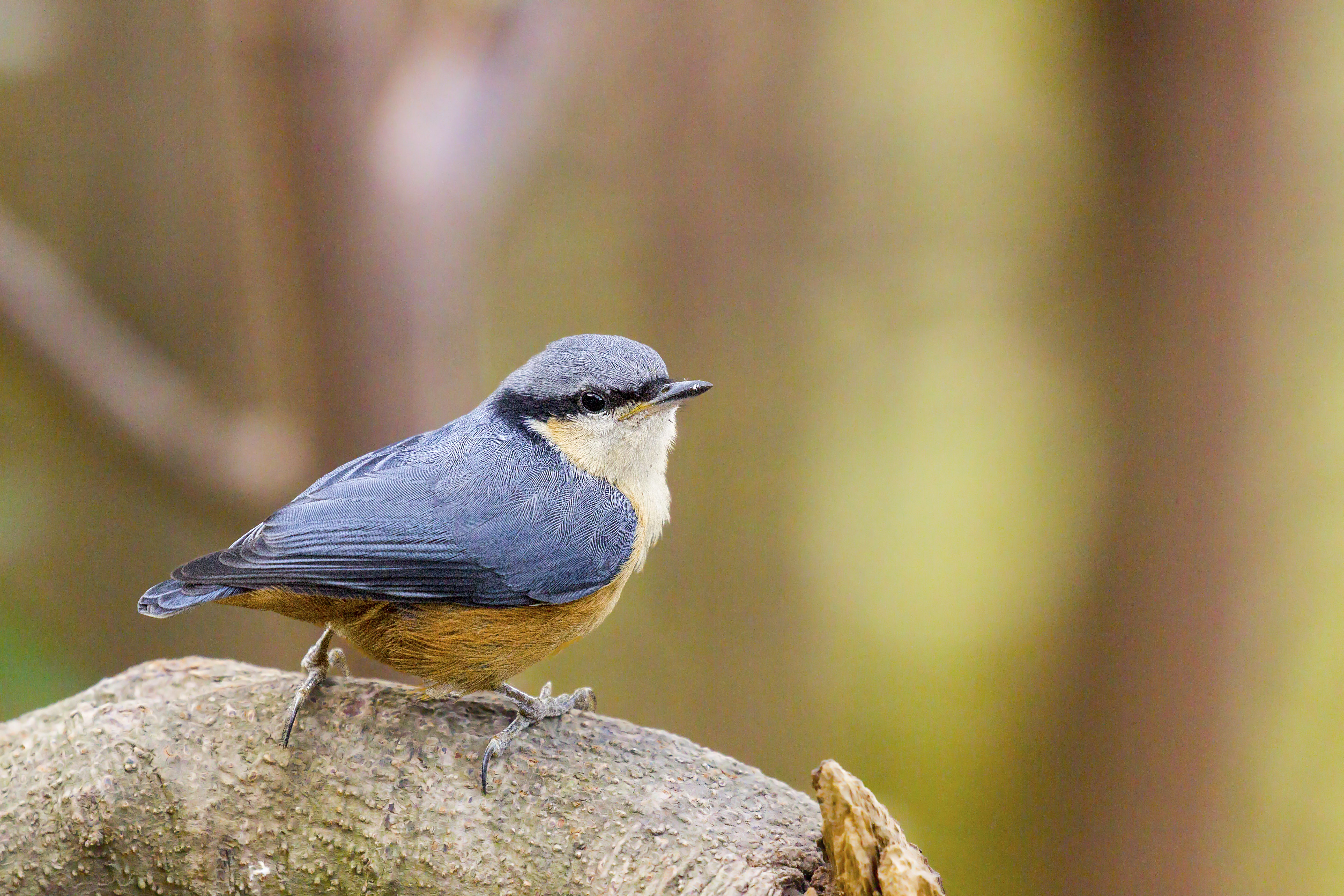
Sittelle de l'Himalaya
Comparaison de la queue de Sittelle de l'Himalaya (S. himalayensis), à gauche, et de la Sittelle du Victoria (S. victoriae), à droite.

## Écologie et comportement

### Voix
Le cri d'appel est produit à intervalles irréguliers, et consiste en un simple « pit » ou « plit ». La Sittelle du Victoria émet également un « pii, pii, pii… » insistant, comptant 2,5 à 3,5 notes par seconde, produites plus ou moins régulièrement. L'ornithologue britannique Simon Harrap rapporte un possible chant, constitué de 9 à 12 unités émises à 9 notes par seconde et consistant en un crescendo en « whi-whi-whi… ». Le chant classique est un trille lent et doux composé de couplets en tuwi émis à raison de 4 couplets par seconde, et produits en une strophe de 1,5 seconde montant en intensité, tuwi-tuwi-tuwi-tuwi-tuwi-tuwit.

### Alimentation

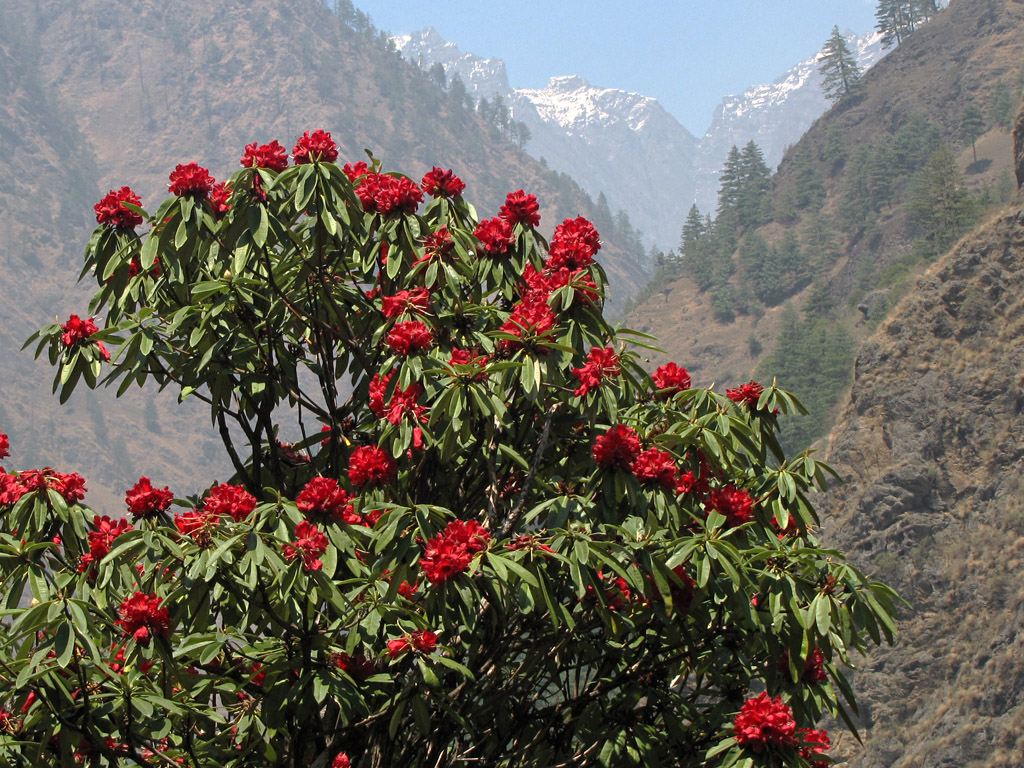
Rhododendron arboreum, ici photographié en Inde, peut être visité par la Sittelle du Victoria, à la fois pour trouver sa nourriture, et pour nicher.

La Sittelle du Victoria est généralement observée seule ou en couple, parfois en petits groupes. Elle se nourrit de petits insectes qu'elle trouve généralement dans les épiphytes poussant sur les chênes, ou dans les creux de l'écorce. Elle explore généralement les branches externes, mais peut aussi prospecter sur les branches plus à l'intérieur de l'arbre ou sur le tronc. Les espèces végétales prospectées sont Quercus semecarpifolia la moitié du temps, mais Rhododendron arboreum est également exploité, ainsi que, dans une moindre mesure, Lyonia ovalifolia, Lithocarpus dealbatus, Pinus kesiya et Alnus nepalensis.

### Reproduction
Très peu de données sont connues à propos de la reproduction de la Sittelle du Victoria. L'ornithologue birman Thet Zaw Naing rapporte en 2003 l'observation de trois nids entre mi-mars et début avril de l'année précédente. Deux des nids étaient situés dans la cavité d'une branche interne d'un Quercus semecarpifolia, à quatre et à dix mètres de hauteur ; le troisième était placé dans le tronc d'un Rhododendron arboreum, à six mètres de haut. Le premier nid cité a été creusé par la femelle seule, et son entrée n'a pas été maçonnée, contrairement à ce que plusieurs autres espèces de sittelles ont l'habitude de faire. Seules les femelles semblent nourrir les jeunes. En avril, trois volées ont été observées, avec chacune deux jeunes arrivés à maturité.

## Répartition et habitat

Répartition approximative de la Sittelle du Victoria, en Birmanie.

Cette espèce est endémique de l'ouest de la Birmanie. Dans la partie sud des Chin Hills, elle peuple uniquement le mont Victoria, aussi appelé Nat Ma Taung et culminant à près de 3 070 m, mais a été trouvée 22 km plus au nord-ouest au printemps 1995 près de Mindat (21° 24′ N, 93° 47′ E) à des densités possiblement plus faibles,.
La Sittelle du Victoria évite les pinèdes pures de Pinus kesiya (entre 2 285 et 2 800 m), et se trouve plutôt dans les chênaies aux vieux arbres couverts de lichens de l'étage alpin. Ainsi, elle a été observée à plus de 2 600 m d'altitude en 1940 et à plus de 2 700 m au printemps 1995. Cependant, lors de la description de l'espèce en 1904, George Rippon signale qu'il a collecté six oiseaux entre 2 285 m et 2 745 m d'altitude du 22 mars au 30 avril ; il se pourrait donc qu'il y ait une dispersion altitudinale saisonnière, les oiseaux délaissant les plus hautes altitudes lors de l'hiver.
Son habitat est principalement constitué de chênes Quercus semecarpifolia, couverts de plantes épiphytes, lichens, mousses, orchidées et fougères.

## Taxinomie

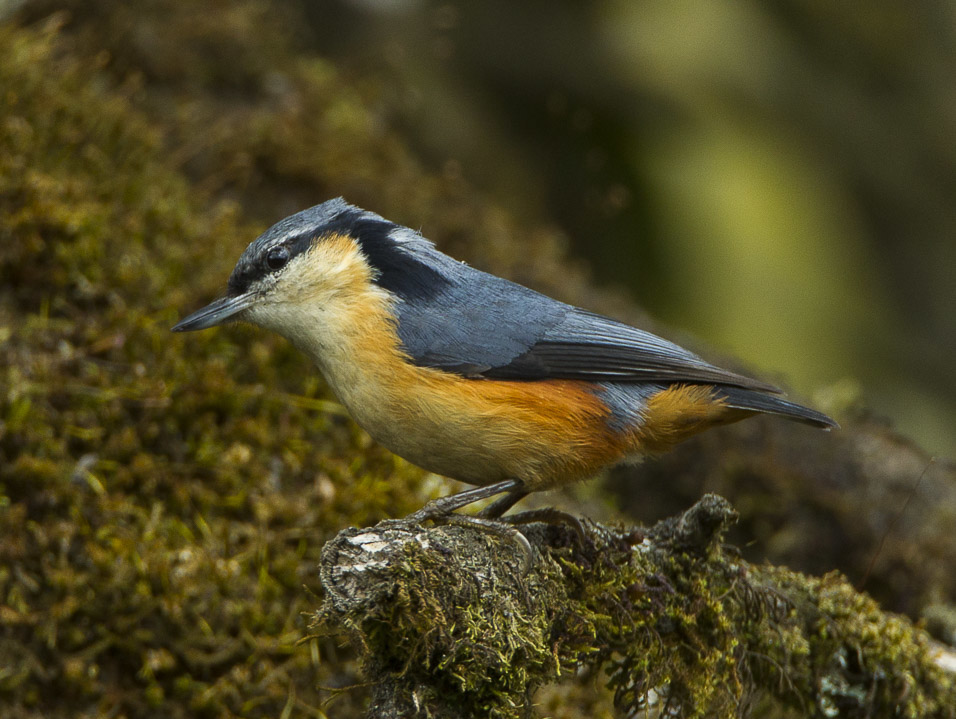
La Sittelle de l'Himalaya (S. himalayensis), l'espèce sœur de la Sittelle du Victoria.

La Sittelle du Victoria est décrite en 1904 par l'ornithologue britannique et lieutenant-colonel George Rippon, et l'holotype est déposé au British Museum. Elle est probablement phylogénétiquement proche de la Sittelle de l'Himalaya (S. himalayensis), ce qui conduit Richard Meinertzhagen (en 1927), puis de manière moins péremptoire Ernst Mayr (en 1941) et Charles Vaurie (en 1957), à traiter S. victoriae comme sous-espèce de S. himalayensis,. Vaurie relève cependant le fait qu'il n'y avait aucune trace d'intergradation entre la Sittelle du Victoria et la Sittelle de l'Himalaya des Mizo Hills, 180 km au nord-est du Mont Victoria,. Simon Harrap avance que la petite taille, les couvertures sous-caudales unies et le sourcil blanc marqué pourraient indiquer une parenté proche avec la Sittelle du Yunnan (Sitta yunnanensis). Dans le découpage en sous-genres du genre Sitta, peu utilisé, la Sittelle du Victoria est placée dans Sitta (Mesositta) Buturlin, 1916. Selon le Congrès ornithologique international et Alan P. Peterson, aucune sous-espèce n'est distinguée,.

## Menaces et protection
La Sittelle du Victoria est l'une des quatre espèces d'oiseaux endémiques de Birmanie, les autres étant la Témia à collier (Crypsirina cucullata), l'Alouette de Birmanie (Mirafra microptera) et le Cratérope à gorge blanche (Turdoides gularis). Les comptages de l'espèce mentionnés dans la littérature sont très parcellaires : 14 oiseaux sont observés en 1995, puis cinq sur deux semaines en avril 2000, et 45 durant quatre mois de travail de terrain en 2001-2003. En 2007, des prospections menées dans les Chin Hills n'ont pas permis l'observation de cette sittelle, suggérant un très fort endémisme de l'espèce aux reliefs du mont Victoria. Ces observations, combinées aux données de densités et de répartition, indiquent une population comprenant 2 500 à 10 000 individus matures, soit des effectifs totaux compris entre 3 500 et 15 000 individus.
Sur le mont Victoria, la forêt a été complètement rasée jusqu'à 2 000 mètres d'altitude et les habitats restants, entre 2 000 et 2 500 mètres sont fortement dégradés. Près de 12 000 personnes vivent dans le parc national du Nat Ma Taung et les pièges et les feux aggravent les menaces pour l'espèce. La population, estimée à quelques milliers d'individus, est en déclin. L'espèce est légalement protégée par une loi birmane de 1994 (Protection of Wildlife and Conservation of Natural Areas Law), mais aucune mesure de protection n'est mise en œuvre, notamment pour décourager la destruction de son habitat,. L'aire de répartition est estimée à 820 km2 par BirdLife International. Pour ces raisons, l'espèce est considérée comme « espèce en danger » par l'Union internationale pour la conservation de la nature.